# 戴金川
戴金川（1918年—2000年），男，直隶（今河北）高阳人，中华人民共和国军事人物，中国人民解放军少将，曾任中国人民解放军总后勤部副政治委员兼政治部主任。